# Fussballclub Red Bull Salzburg 2020-2021
Questa voce raccoglie le informazioni riguardanti il Red Bull Salisburgo nelle competizioni ufficiali della stagione 2020-2021.

## Maglie e sponsor
Lo sponsor tecnico per la stagione 2020-2021 è Nike.
| Casa | Trasferta | Casa coppe europee |

## Rosa
| N. |                        | Ruolo | Calciatore               |
| -- | ---------------------- | ----- | ------------------------ |
| 1  | Austria (bandiera)     | P     | Cican Stanković          |
| 4  | Ghana (bandiera)       | C     | Majeed Ashimeru          |
| 5  | Austria (bandiera)     | D     | Albert Vallci            |
| 6  | Camerun (bandiera)     | D     | Jérôme Onguéné           |
| 7  | Mali (bandiera)        | A     | Sekou Koita              |
| 8  | Germania (bandiera)    | A     | Mërgim Berisha           |
| 9  | Austria (bandiera)     | A     | Chukwubuike Adamu        |
| 11 | Stati Uniti (bandiera) | C     | Brenden Aaronson         |
| 13 | Austria (bandiera)     | C     | Nicolas Seiwald          |
| 14 | Ungheria (bandiera)    | C     | Dominik Szoboszlai       |
| 15 | Brasile (bandiera)     | D     | André Ramalho            |
| 16 | Austria (bandiera)     | C     | Zlatko Junuzović         |
| 17 | Austria (bandiera)     | D     | Andreas Ulmer (capitano) |
| 19 | Mali (bandiera)        | C     | Mohamed Camara           |
| 20 | Zambia (bandiera)      | A     | Patson Daka              |
| 21 | Croazia (bandiera)     | C     | Luka Sučić               |
| 22 | Francia (bandiera)     | D     | Oumar Solet              |

| N. |                                 | Ruolo | Calciatore               |
| -- | ------------------------------- | ----- | ------------------------ |
| 23 | Germania (bandiera)             | P     | Nico Mantl               |
| 25 | Austria (bandiera)              | D     | Patrick Farkas           |
| 27 | Germania (bandiera)             | A     | Karim Adeyemi            |
| 28 | Francia (bandiera)              | C     | Antoine Bernède          |
| 31 | Brasile (bandiera)              | P     | Carlos Miguel Coronel    |
| 33 | Germania (bandiera)             | P     | Alexander Walke          |
| 34 | Danimarca (bandiera)            | C     | Maurits Kjærgaard        |
| 36 | Slovenia (bandiera)             | A     | Benjamin Šeško           |
| 37 | Giappone (bandiera)             | C     | Masaya Okugawa           |
| 39 | Austria (bandiera)              | D     | Maximilian Wöber         |
| 42 | Austria (bandiera)              | D     | David Affengruber        |
| 43 | Danimarca (bandiera)            | D     | Rasmus Nissen Kristensen |
| 44 | Mali (bandiera)                 | C     | Youba Diarra             |
| 45 | Zambia (bandiera)               | C     | Enock Mwepu              |
| 70 | Bosnia ed Erzegovina (bandiera) | D     | Amar Dedić               |
| 77 | Svizzera (bandiera)             | A     | Noah Okafor              |
| 95 | Brasile (bandiera)              | C     | Bernardo                 |

## Calciomercato

### Sessione estiva
| Acquisti         | Acquisti        | Acquisti        | Acquisti               |
| R.               | Nome            | da              | Modalità               |
| ---------------- | --------------- | --------------- | ---------------------- |
| D                | Oumar Solet     | Olympique Lione | definitivo (4,5 mln €) |
| Altre operazioni |                 |                 |                        |
| R.               | Nome            | da              | Modalità               |
| D                | Kilian Ludewig  | Barnsley        | fine prestito          |
| D                | Luca Meisl      | St. Pölten      | fine prestito          |
| D                | Gideon Mensah   | Zulte Waregem   | fine prestito          |
| D                | Darko Todorović | Holstein Kiel   | fine prestito          |
| C                | Ousmane Diakité | Altach          | fine prestito          |
| C                | Peter Pokorný   | Liefering       | fine prestito          |
| C                | Mamadou Sangare | Yeelen          | definitivo             |
| C                | Samson Tijani   | Collins Edwin   | definitivo             |
| A                | Smail Prevljak  | Eupen           | fine prestito          |
| A                | Samuel Tetteh   | LASK            | fine prestito          |

| Cessioni         | Cessioni        | Cessioni          | Cessioni             |
| R.               | Nome            | a                 | Modalità             |
| ---------------- | --------------- | ----------------- | -------------------- |
| A                | Hwang Hee-chan  | RB Lipsia         | definitivo (9 mln €) |
| Altre operazioni |                 |                   |                      |
| R.               | Nome            | a                 | Modalità             |
| P                | Philipp Köhn    | Wil               | prestito             |
| D                | Kilian Ludewig  | Schalke 04        | prestito             |
| D                | Luca Meisl      | Ried              | definitivo           |
| D                | Gideon Mensah   | Vitória Guimarães | prestito             |
| D                | Darko Todorović | Hajduk Spalato    | prestito             |
| C                | Peter Pokorný   | St. Pölten        | prestito             |
| C                | Mamadou Sangare | Liefering         | prestito             |
| C                | Samson Tijani   | Hartberg          | prestito             |
| A                | Luis Phelipe    | RB Bragantino     | prestito             |
| A                | Smail Prevljak  | Eupen             | definitivo (2 mln €) |
| A                | Samuel Tetteh   | N.Y. Red Bulls    | prestito             |

### Sessione invernale
| Acquisti         | Acquisti          | Acquisti           | Acquisti                |
| R.               | Nome              | da                 | Modalità                |
| ---------------- | ----------------- | ------------------ | ----------------------- |
| P                | Nico Mantl        | Unterhaching       | definitivo (2 mln €)    |
| D                | David Affengruber | Liefering          | fine prestito           |
| D                | Bernardo          | Brighton           | prestito                |
| C                | Brenden Aaronson  | Philadelphia Union | definitivo (5,45 mln €) |
| C                | Maurits Kjærgaard | Liefering          | fine prestito           |
| A                | Benjamin Šeško    | Liefering          | fine prestito           |
| Altre operazioni |                   |                    |                         |
| R.               | Nome              | da                 | Modalità                |
| D                | Daouda Guindo     | Guidars            | definitivo              |
| D                | Lucho             | Popayán            | definitivo              |
| C                | Forson Amankwah   | WAFA               | definitivo              |
| C                | Nene Dorgeles     | Guidars            | definitivo              |
| A                | Daniel Owusu      | WAFA               | definitivo              |
| A                | Samuel Tetteh     | N.Y. Red Bulls     | fine prestito           |

| Cessioni         | Cessioni              | Cessioni          | Cessioni              |
| R.               | Nome                  | a                 | Modalità              |
| ---------------- | --------------------- | ----------------- | --------------------- |
| P                | Carlos Miguel Coronel | N.Y. Red Bulls    | prestito              |
| D                | Jérôme Onguéné        | Genoa             | prestito              |
| C                | Majeed Ashimeru       | Anderlecht        | prestito              |
| C                | Youba Diarra          | N.Y. Red Bulls    | prestito              |
| C                | Masaya Okugawa        | Arminia Bielefeld | prestito              |
| C                | Dominik Szoboszlai    | RB Lipsia         | definitivo (20 mln €) |
| Altre operazioni |                       |                   |                       |
| R.               | Nome                  | a                 | Modalità              |
| D                | Daouda Guindo         | Liefering         | prestito              |
| D                | Lucho                 | Horn              | prestito              |
| C                | Forson Amankwah       | Liefering         | prestito              |
| C                | Mamady Diambou        | Liefering         | prestito              |
| C                | Nene Dorgeles         | Liefering         | prestito              |
| A                | Chukwubuike Adamu     | San Gallo         | prestito              |
| A                | Daniel Owusu          | Horn              | prestito              |
| A                | Samuel Tetteh         | St. Pölten        | prestito              |

## Risultati

### Bundesliga

#### Girone d'andata
| Arbitro: | Hameter |

|                |           |                                      |
| Vizinger 90+3’ | Marcatori | 21’ (aut.) Peretz 27’ Daka 82’ Koita |

| Arbitro: | Schüttengruber |

|                                                         |           |                |
| Szoboszlai 35’ (rig.) Daka 41’ Koita 46’ Kristenses 63’ | Marcatori | 33’ Tartarotti |

| Arbitro: | Ouschan |

|               |           |                               |
| Wießmeier 83’ | Marcatori | 45+1’, 53’ Berisha 90+7’ Daka |

| Arbitro: | Heiß |

|                                                                         |           |              |
| Onguéné 15’ Vallci 26’ Koita 47’, 90+2’ Daka 70’, 79’ Okafor 88’ (rig.) | Marcatori | 84’ Rakowitz |

| Arbitro: | Altmann |

|  |           |                        |
|  | Marcatori | 62’ Berisha 90+1’ Daka |

| Arbitro: | Ciochirca |

|                                           |           |  |
| Okafor 3’, 34’, 57’ Koita 74’, 84’ (rig.) | Marcatori |  |

| Arbitro: | Drachta |

|                 |           |           |
| Knasmüllner 85’ | Marcatori | 29’ Koita |

| Arbitro: | Spurny |

|             |           |                               |
| Berisha 86’ | Marcatori | 48’ Ljubic 53’, 59’ Jantscher |

| Arbitro: | Schüttengruber |

|                      |           |                                                                                   |
| Hugi 33’ Schmidt 60’ | Marcatori | 7’ Berisha 13’ (rig.), 25’ (rig.), 52’ Szoboszlai 22’ Adeyemi 70’, 87’, 89’ Koita |

| Arbitro: | Grobelnik |

|                |           |  |
| Kerschbaum 69’ | Marcatori |  |

| Arbitro: | Lechner |

|                                  |           |               |
| Daka 54’ Berisha 62’ Mwepu 90+3’ | Marcatori | 28’ Eggestein |

#### Girone di ritorno
| Arbitro: | Weinberger |

|                      |           |                                      |
| Daka 64’ Berisha 69’ | Marcatori | 51’ Scherzer 52’ Joveljić 79’ Peretz |

| Arbitro: | Altmann |

|  |           |                                     |
|  | Marcatori | 48’ (aut.) Zwischenbrugger 62’ Daka |

| Arbitro: | Heiß |

|                                   |           |  |
| Kristensen 15’ Koita 29’ Daka 45’ | Marcatori |  |

| Arbitro: | Hameter |

|  |           |                                     |
|  | Marcatori | 14’ (rig.) Koita 35’ Daka 79’ Mwepu |

| Arbitro: | Muckenhammer |

|                                    |           |  |
| Koita 65’ Aaronson 72’ Sučić 90+3’ | Marcatori |  |

| Arbitro: | Ciochirca |

|                                 |           |                                     |
| Koch 10’ Frederiksen 78’ (rig.) | Marcatori | 31’, 89’ Daka 79’ Berisha 90’ Koita |

| Arbitro: | Harkam |

|                                  |           |                           |
| Daka 30’, 64’, 70’ Adeyemi 90+2’ | Marcatori | 90+1’ Schuster 90+4’ Kara |

| Arbitro: | Drachta |

|                     |           |                 |
| Jäger 9’ Ljubic 22’ | Marcatori | 78’ (rig.) Daka |

| Arbitro: | Lechner |

|                                                      |           |           |
| Daka 17’ Mwepu 33’ Aaronson 69’ Berisha 90+4’ (rig.) | Marcatori | 12’ Booth |

| Arbitro: | Ciochirca |

|                                     |           |              |
| Bernède 13’ Kristensen 23’ Daka 30’ | Marcatori | 60’ Datković |

| Arbitro: | Hameter |

|  |           |          |
|  | Marcatori | 13’ Daka |

#### Poule scudetto
| Arbitro: | Weinenberg |

|                  |           |           |
| Daka 3’, 5’, 11’ | Marcatori | 13’ Dante |

| Arbitro: | Schüttengruber |

|  |           |                                  |
|  | Marcatori | 36’ Ramalho 90+3’, 90+5’ Adeyemi |

| Arbitro: | Harkam |

|                          |           |  |
| Berisha 87’ Okafor 90+3’ | Marcatori |  |

| Arbitro: | Ebner |

|                                |           |                        |
| Frederiksen 29’, 76’ Smith 89’ | Marcatori | 12’ Mwepu 58’ Aaronson |

| Arbitro: | Lechner |

|              |           |                      |
| Joveljić 29’ | Marcatori | 13’ Daka 48’ Berisha |

| Arbitro: | Muckenhammer |

|             |           |                        |
| Adeyemi 86’ | Marcatori | 68’ (aut.) Affengruber |

| Arbitro: | Grobelnik |

|                 |           |                                 |
| Kiteishvili 56’ | Marcatori | 20’, 78’ Aaronson 83’ Junuzović |

| Arbitro: | Hameter |

|               |           |  |
| Daka 33’, 56’ | Marcatori |  |

| Arbitro: | Lechner |

|                          |           |                                                |
| Eggestein 19’ Reiter 84’ | Marcatori | 20’ Mwepu 21’ Okafor 44’ Daka 67’, 72’ Adeyemi |

| Arbitro: | Ciochirca |

|                                          |           |  |
| Bernardo 8’ Berisha 26’, 43’ (rig.), 66’ | Marcatori |  |

### Coppa d'Austria
| Arbitro: | Altmann |

|  |           | |
|  | Marcatori | 13’ Koita 17’ (rig.), 23’, 38’, 39’ Daka 28’ Camara 34’ Mwepu 43’ (rig.) Sučić 50’ Okugawa 56’ Wöber |

| Arbitro: | Weinberger |

|  |           |                                  |
|  | Marcatori | 22’ Vallci 77’ Mwepu 89’ Ramalho |

| Arbitro: | Altmann |

|                                                                                |           |                                  |
| Szoboszlai 16’ Berisha 19’ Koita 23’ Daka 74’ Camara 83’ (rig.) Kristensen 87’ | Marcatori | 45+1’ (rig.) Fountas 78’ Ullmann |

| Arbitro: | Schüttengruber |

|                       |           |  |
| Koita 40’ Adeyemi 89’ | Marcatori |  |

| Arbitro: | Weinberger |

|  |           |                                         |
|  | Marcatori | 36’, 54’ Mwepu 72’ Berisha 78’ Aaronson |

| Arbitro: | Altmann |

|  |           |                                    |
|  | Marcatori | 45’ Berisha 66’ Aaronson 88’ Mwepu |

### Champions League

#### Fase di qualificazione
| Arbitro: | Oliver |

|          |           |                                   |
| Biton 9’ | Marcatori | 49’ (rig.) Szoboszlai 57’ Okugawa |

| Arbitro: | Brych |

|                                       |           |            |
| Daka 16’, 68’ Szoboszlai 45+4’ (rig.) | Marcatori | 30’ Karzev |

#### Fase a gironi
| Arbitro: | Gözübüyük |

|                              |           |                        |
| Szoboszlai 45’ Junuzović 50’ | Marcatori | 19’ Éder 75’ Lisakovič |

| Arbitro: | Hațegan |

|                                  |           |                                  |
| Llorente 29’ João Félix 52’, 85’ | Marcatori | 40’ Szoboszlai 47’ (aut.) Felipe |

| Arbitro: | Makkelie |

|                        |           |                                                                                        |
| Berisha 4’ Okugawa 66’ | Marcatori | 21’ (rig.), 88’ Lewandowski 44’ (aut.) Kristensen 79’ Boateng 83’ Sané 90+2’ Hernández |

| Arbitro: | Grinfeld |

|                                    |           |             |
| Lewandowski 42’ Coman 52’ Sané 68’ | Marcatori | 73’ Berisha |

| Arbitro: | Palabıyık |

|                     |           |                              |
| Mirančuk 79’ (rig.) | Marcatori | 28’, 41’ Berisha 81’ Adeyemi |

| Arbitro: | Taylor |

|  |           |                          |
|  | Marcatori | 39’ Hermoso 86’ Carrasco |

### Europa League

#### Fase a eliminazione diretta
| Arbitro: | Treimanis |

|  |           |                          |
|  | Marcatori | 41’ Alcácer 71’ Fer Niño |

| Arbitro: | Zwayer |

|                        |           |  |
| Moreno 40’, 89’ (rig.) | Marcatori |  |

## Statistiche

### Statistiche di squadra
| Competizione                | Punti | In casa | In casa | In casa | In casa | In casa | In casa | In trasferta | In trasferta | In trasferta | In trasferta | In trasferta | In trasferta | Totale | Totale | Totale | Totale | Totale | Totale | DR  |
| Competizione                | Punti | G       | V       | N       | P       | Gf      | Gs      | G            | V            | N            | P            | Gf           | Gs           | G      | V      | N      | P      | Gf     | Gs     | DR  |
| --------------------------- | ----- | ------- | ------- | ------- | ------- | ------- | ------- | ------------ | ------------ | ------------ | ------------ | ------------ | ------------ | ------ | ------ | ------ | ------ | ------ | ------ | --- |
| Bundesliga (regular season) | 52    | 11      | 9       | 0       | 2       | 39      | 14      | 11           | 8            | 1            | 2            | 28           | 10           | 22     | 17     | 1      | 4      | 67     | 24     | +43 |
| Bundesliga (poule scudetto) | 25    | 5       | 4       | 1       | 0       | 12      | 2       | 5            | 4            | 0            | 1            | 15           | 7            | 10     | 8      | 1      | 1      | 27     | 9      | +18 |
| Coppa d'Austria             | -     | 2       | 2       | 0       | 0       | 8       | 2       | 4            | 4            | 0            | 0            | 20           | 0            | 6      | 6      | 0      | 0      | 28     | 2      | +26 |
| Champions League            | 4     | 4       | 1       | 1       | 2       | 7       | 11      | 4            | 2            | 0            | 2            | 8            | 8            | 8      | 3      | 1      | 4      | 15     | 19     | -4  |
| Europa League               | -     | 1       | 0       | 0       | 1       | 0       | 2       | 1            | 0            | 0            | 1            | 1            | 2            | 2      | 0      | 0      | 2      | 1      | 4      | -3  |
| Totale                      | 81    | 23      | 16      | 2       | 5       | 66      | 31      | 25           | 18           | 1            | 6            | 72           | 27           | 48     | 34     | 3      | 11     | 138    | 58     | +80 |

### Andamento in campionato
| Giornata  | 1 | 2 | 3 | 4 | 5 | 6 | 7 | 8 | 9 | 10 | 11 | 12 | 13 | 14 | 15 | 16 | 17 | 18 | 19 | 20 | 21 | 22 | 23 | 24 | 25 | 26 | 27 | 28 | 29 | 30 | 31 | 32 |
| --------- | - | - | - | - | - | - | - | - | - | -- | -- | -- | -- | -- | -- | -- | -- | -- | -- | -- | -- | -- | -- | -- | -- | -- | -- | -- | -- | -- | -- | -- |
| Luogo     | T | C | T | C | T | C | T | C | T | T  | C  | C  | T  | C  | T  | C  | T  | C  | T  | C  | C  | T  | C  | T  | C  | T  | T  | C  | T  | C  | T  | C  |
| Risultato | V | V | V | V | V | V | N | P | V | P  | V  | P  | V  | V  | V  | V  | V  | V  | P  | V  | V  | V  | V  | V  | V  | P  | V  | N  | V  | V  | V  | V  |
| Posizione | 2 | 1 | 1 | 1 | 1 | 1 | 1 | 1 | 1 | 2  | 1  | 1  | 1  | 1  | 1  | 1  | 1  | 1  | 1  | 1  | 1  | 1  | 1  | 1  | 1  | 1  | 1  | 1  | 1  | 1  | 1  | 1  |

Legenda:

Luogo: C = Casa; T = Trasferta. Risultato: V = Vittoria; N = Pareggio; P = Sconfitta.